# Руде, Герхард
Герхард Руде или Герхард Роде (ум. у 1320 году) — фогт или комтур самбийский в составе Пруссии под властью Тевтонского Ордена.

## Жизнеописание
У 1320 году участвовал в набеге на жемайтские Медининкай. В битве был захвачен в плен и сожжён в жертву богам вместе с конём, к которому его привязали. В истории Жемайтии в письменных источниках Тевтонского Ордена таких случаев зафиксировано всего два.